# Hans Tropsch
Hans Tropsch (7. říjen 1889 Planá u Mariánských Lázní – 8. říjen 1935 Essen) byl německý chemik narozený v Čechách.
Spolu s Franzem Fischerem vymyslel syntézu uhlovodíků z oxidu uhelnatého a vodíku (Fischer-Tropschova syntéza). Tento objev by mohl mít veliké využití v průmyslu, neboť umožňuje výrobu benzínu z vody (vodního plynu), avšak prozatím je tento proces dražší než klasická těžba ropy. Už byl ale v širším měřítku užit v zemích, které neměly v nějaké chvíli přístup k ropě (např. Německo za druhé světové války nebo JAR při sankcích kvůli apartheidu).
V letech 1928–1931 působil Tropsch v Praze jako vedoucí Ústavu pro výzkum uhlí. Později byl profesorem univerzity v Chicagu.
Na podstatném zlevnění Fischer-Tropschovy syntézy se stále pracuje a drážďanská firma Sunfire představila model nové a jednodušší technologie.